# Egesina mentaweiensis
Egesina mentaweiensis är en skalbaggsart som beskrevs av Stefan von Breuning 1943. Egesina mentaweiensis ingår i släktet Egesina och familjen långhorningar. Inga underarter finns listade i Catalogue of Life.